# Scorpiops atomatus
Espèce
Scorpiops atomatus est une espèce de scorpions de la famille des Scorpiopidae.

## Distribution
Cette espèce est endémique du Tibet en Chine. Elle se rencontre dans le xian de Nang.

## Description
Le mâle holotype mesure 34,94 mm et la femelle paratype 36,48 mm.
Le mâle décrit par Lv et Di en 2022 mesure 42,5 mm et la femelle 40,3 mm.

## Systématique et taxinomie
Cette espèce a été décrite par Qi, Zhu et Lourenço en 2005. Elle est placée en synonymie avec Scorpiops tibetanus par Kovařík, Lowe, Stockmann et Šťáhlavský en 2020. Elle est relevée de synonymie par Lv et Di en 2022.

## Publication originale
- Qi, Zhu & Lourenço, 2005 : « Eight New Species of the Genera Scorpiops Peters, Euscorpiops Vachon, and Chaerilus Simon (Scorpiones: Euscorpiidae, Chaerilidae) from Tibet and Yunnan, China. » Euscorpius, no 32, p. 1–40 (texte intégral).